# Liu Jian
Dans ce nom chinois, le nom de famille, Liu, précède le nom personnel.
Pour les articles homonymes, voir Liu.
Liu Jian (chinois simplifié : 刘健 ; pinyin : Liú Jiàn), né le 20 août 1984 à Zibo dans la province du Shandong, est un footballeur international chinois. Il évolue au poste de milieu au Beijing Renhe FC.

## Biographie
Avec le club du Guangzhou Evergrande, il participe à la Ligue des champions d'Asie.

## Palmarès
- Champion de Chine en 2014, 2015, 2016 et 2017 avec le Guangzhou Evergrande